# کاینارجا (بورچکا)
کاینارجا (به ترکی استانبولی: Kaynarca) یک منطقهٔ مسکونی در ترکیه است که در بورچکا واقع شده‌است. کاینارجا ۵۰۱ نفر جمعیت دارد.